# Искендерун
Искендерун (на турски: İskenderun) е град в Турция, център на едноименна община. Гръцкото му име е Александрета (на гръцки: Ἀλεξανδρέττα). Населението му е около 200 хил. жители, което го прави най-големият град във вилаета Хатай.

## История
Искендерун е основан от Александър Велики (чието име носи) след победата му при Иса 333 пр.н.е..
Поради разположението си, в миналото често е бил на пътя на гърци, римляни, перси и османци при войни, походи и завоевания.
През 1606 г. османска войска потушава селско въстание, избухнало в района.
През първата половина на 20 век районът, в който се намира Искендерун, сменя политическия си статут неколкократно (част от Сирия, автономна област, независима територия, република), като от 1939 г. е част от Турция.

## Икономика
Искендерун е главно пристанище на едноименния залив в Средиземно море и едно от най-големите пристанища в Турция. Развива се и туризъм.

## В популярната култура
В Искендерун се развива действието от филма на Стивън Спилбърг „Индиана Джоунс и последният кръстоносен поход“.